# Поиск Mail
Поиск Mail, ранее Поиск Mail.ru — работавшая до 2-го ноября 2022 года поисковая система от VK. По данным на январь 2022 года на рынке Рунета она занимала долю около 1,0 — 1,4 % (третье место в рейтинге поисковых систем на российском рынке). С 1 марта 2010 года руководителем Поиска Mail.ru является Андрей Калинин.
В течение многих лет в поисковой строке на главной странице Мейл.ру использовался сторонний движок: в 2004—2006 и 2010—2013 годы использовался поиск Google, 2007—2009 годах — решение от Яндекса. С 1 июля 2013 года сервис использует собственные поисковые технологии, которые разрабатывались командой инженеров Mail.ru.
С 2 ноября 2022 года сервис использует поисковую строку Яндекса. В поле поиска теперь отображается надпись «Поиск Яндекса», а веб-адрес go.mail.ru переадресовывается на mail.ru.

## История

### GoGo.Ru
Первые поисковые технологии в компании Mail.ru начали разрабатываться в 2004 году под руководством Михаила Костина, прежнего руководителя системы Апорт. Инвестиции в проект составили около 700 тыс. долл.
Сам домен gogo.ru был приобретён компанией Mail.Ru ещё в 2000 году.
Результатом работы стал открытый в 2007 году сайт GoGo.ru. Поисковик имел первый на тот момент в рунете поиск по видео, а также поиск по картинкам.
К отличительным особенностям поисковика можно отнести русскоязычный поиск по видеороликам, а также по базе данных проекта Ответы Mail.ru. Также разработчики предусмотрели возможность тематической фильтрации результатов текстового поиска. Выдачу можно ограничить информационными, коммерческими и пользовательскими (форумы и блоги) источниками.
Поисковик мог исправлять опечатки и реализовывать поиск по ключевым словам.
По итогам Российского семинара по оценке методов информационного поиска (РОМИП), формула текстового ранжирования GoGo заняла первое место.
GoGo так и не стал основным поисковиком на главной странице Mail.ru. С 2004 по конец 2006 его роль выполнял Google, в 2007—2009 гг. — Яндекс.
Результаты выдачи поисковика отличаются от интегрированной системы поиска на базе Яндекс-поиска. По данным специализированных мониторинговых компаний, качество поисковой выдачи системы находилось на адекватном уровне.
К февралю 2008 года в базе GoGo.ru насчитывалось около 2,5 млрд документов, 140 млн изображений, 2 млн видеороликов, а также 86 млн ответов на 12 млн вопросов проекта Ответы Mail.ru.
На выставке SofTool-2007 GoGo.ru получил первое место на конкурсе «Продукт года» в номинации «Интернет-технологии».
Поисковый движок GoGo.ru также был адаптирован для поиска по российским WAP-сайтам и стал основой для сервиса Мобильный GoGo. На момент запуска 20 августа 2007 года сервис позволял искать информацию по 45 тыс. WAP-ресурсов.
GoGo.ru предоставлял веб-мастерам возможность использования результатов поиска системы на собственных ресурсах с помощью XML. Для этого было необходимо в соответствующем разделе зарегистрировать IP-адрес и e-mail, а также написать скрипт, который будет обращаться к серверу. В день разрешалось генерировать до 10 тысяч запросов. Помимо текстового поиска предоставлялись результаты поиска по картинкам, видео и по отдельным сайтам.

#### Поиск по видео
Поиск по видео на ноябрь 2007 года осуществлялся по 11 видеохостингам: Видео mail.ru, RuTube, Loadup, Rambler Vision, Video.I.UA, МуВи, LiveInternet, Teledu, а также по роликам YouTube и Metacafe, снабжённым русскоязычным описанием. Поисковый движок GoGo.ru был использован при реализации поиска по видео на портале Mail.ru.

#### Работа с синонимами
При обработке запросов в GoGo.ru поддерживается работа с синонимами. По замыслу разработчиков, это должно позволить пользователю сразу получить полные результаты поиска по интересующей теме, даже если он сделал не самый удачный запрос. Обрабатываемые синонимы условно разделяются на три группы:
- Названия зарубежных торговых марок и имена компаний, которые могут писаться, как на русском, так и на оригинальном языке. Примерами этой группы являются пары слов: «вебмани» — webmoney, «леруа мерлен» — leroy merlin, «форекс» — forex и «тошиба» — toshiba.

- Заимствованные слова с неустоявшимся написанием. При получении запроса с таким словом поиск производится по всем распространённым вариантам: «каратэ» — «карате», «фитнес» — «фитнэс», «он лайн» — «онлайн», «шопинг» — «шоппинг».

- Часто встречающиеся опечатки. Поиск в этом случае производится и по ошибочному, и по правильному написанию. Страницы с правильным вариантом написания имеют больший вес при ранжировании. Примерами этой группы синонимов являются слова: «котедж» — «коттедж», «дешовый» — «дешевый», «линолиум» — «линолеум», olimpus — olympus.

На 28 августа 2007 года объём словаря синонимов GoGo.ru составлял 5 тыс. позиций. Пополнялся словарь в полуавтоматическом режиме. Поскольку пользователи часто по очереди делали запросы различных слов с одинаковым смысловым значением («крайслер» и chrysler, «аниме» и «анимэ» и т. д.) чтобы отыскать больше информации. В GoGo.ru использовалась эта особенность для добавления новых синонимов, а именно автоматический анализ запросов одного и того же пользователя, сделанных в ограниченном временном интервале. Затем сформированный список потенциальных синонимов проходил модерацию, отсеивались последовательные запросы с разным смыслом и оставались только подходящие группы слов для пополнения словаря.

#### Поиск по изображениям
К отличительным особенностям поиска по изображениям GoGo.ru можно отнести возможность отделения фотографий от прочих найденных картинок и наоборот. Фильтр работает на основе анализа цветовых характеристик изображения.
С ноября 2007 года для пополнения базы поиска по изображениям помимо индексации картинок поисковым роботом стала использоваться XML-синдикация.
GoGo.ru предоставил фотохостингам возможность ежесуточно синхронизировать свои обновления с индексной базой поисковика, генерируя по предоставленному поисковиком шаблону XML-файлы, в которых содержится информация о новом контенте. В этих файлах, собираемых GoGo.ru, содержатся дополнительные данные по каждому изображению — от его размера до ссылки на личную страницу автора. Разработчики рассчитывают, что эта информация не только улучшит качество поиска, но и позволит в будущем расширить функциональность сервиса (например, за счет внедрения новых фильтров результатов поиска).
К моменту запуска XML-синдикации таким образом «рапортовали» об обновлениях в своих базах 9 фотохостингов Рунета: Фото mail.ru, LiveInternet.ru, 500px.com, Flamber.ru, 35Photo.ru, PhotoForum.ru, Keep4U.ru и Fota.Mota.ru.

#### История
- 15 июня 2007 года — первое упоминание о работе GoGo.ru.
- 20 августа 2007 года — запуск WAP-поисковика Мобильный GoGo.
- 23 августа 2007 года — на Mail.ru появился поиск по видео на базе движка GoGo.ru
- 28 августа 2007 года — запуск новой версии системы для отбора синонимов из пользовательских запросов.
- 6 сентября 2007 года — количество проиндексированного видео превысило 1 млн роликов.
- 4 октября 2007 года — первое место в номинации «Интернет-технологии» в конкурсе «Продукт года 2007», выставка Softool 2007.
- 8 ноября 2007 года — начало индексации фотоконтента в Интернете с помощью XML-синдикации.
- 10 декабря 2007 года — запущен бесплатный сервис XML-поиска для веб-мастеров.

### Go.Mail.ru
В 2009 году Яндекс разорвал контракт с Mail.ru об использовании технологий последнего на главной странице портала. Причиной стал отказ размещать логотип Яндекса на поисковике Mail.ru.
В течение 8 месяцев портал работал полностью на собственном движке. В августе 2010 года был заключен контракт с Google, о чём стало известно широкой публике только в декабре того же года. Согласно условиям контракта, на собственный поисковик Mail.ru приходится 40 % выдачи, остальные 60 % выдачи — на Google.
26 января 2011 года был запущен новый AJAX-интерфейс поиска по картинкам. Вместо постраничной выдачи теперь новые картинки подгружаются внизу страницы по мере надобности.
В марте 2011 был запущен «социальный поиск» — теперь страницы в поисковой выдаче будут сопровождаться информерами с количеством рекомендаций пользователей соцсетей.
В июне того же года появился «Поиск по обсуждениям» (go.mail.ru/realtime), позволяющий в режиме реального времени отслеживать обновление информации на новостных лентах, блогах и микроблогах.
В феврале 2012 года был запущен собственный независимый поисковый движок в режиме бета-тестирования по адресу o.go.mail.ru.
11 ноября 2012 года появились инструменты для вебмастеров. В качестве планов было заявлено создание собственной системы контекстной рекламы.
В ноябре 2012 от анонимных источников внутри компании стало известно, что Mail.ru откажется от услуг Google в пользу собственной поисковой технологии в связи с будущим выходом на международный рынок (под брендом my.com). Также появились данные о создании собственной системы контекстной рекламы Официально о переходе на собственные поисковые разработки Мэйл.ру объявила 1 июля 2013 года. Месячная аудитория сервиса на тот момент составляла 39,5 млн чел с долей около 10 % на рынке. Число сотрудников проекта Go.mail.ru выросло с момента запуска с 15 до 200 чел, а количество проиндексированных документов составляло 10 млрд.
В ноябре 2013 в Google Play появилась новая версия поискового приложения от компании Mail.ru, позволяющего переходить с главного экрана в любые социальные сети и содержащего быстрый доступ к поиску по картинам, видео и новостям. Android-приложение превратилось в мини-браузер, заточенный под эффективный поиск нужной информации. Утилита также научилась распознавать поисковые запросы, заданные не текстом, а голосом. Разработчики также отмечают, что создали специальный виджет, который можно поместить на главный экран смартфона или планшета на базе системы Google Android. Подразумевается, что это позволит ещё сильнее сократить время, затрачиваемое на поиск.
В декабре 2013 внедрена технология «ручного» механизма ранжирования, благодаря чему веб-мастера могут самостоятельно добавлять запрос и документ в индекс Поиска Mail.ru. Это позволяет сайту органически «встроиться» в ранжирование и влиять на выдачу естественным образом. Таким образом, механизм ранжирования становится «ручным»: теперь качество сайтов оценивают не алгоритмы, а люди.
Вот что по этому поводу сообщил Андрей Калинин:

Сначала хотел бы уточнить: в индекс сайты попадают обычным способом. Мы же решили добавить для веб-мастеров, создающих хорошие и достойные сайты, возможность гарантированного попадания ресурсов на верхние позиции выдачи. До сих пор веб-мастерам приходилось не только делать хорошие сайты, но и заниматься поисковой оптимизацией. Но, во-первых, не всем интересно заниматься оптимизацией; а, во-вторых, лучшая оптимизация ещё не гарантирует, что контент сайта окажется максимально качественным. Теперь сами веб-мастера могут указать, какие запросы они считают «своими», и по каким правильно показывать их страницу на первой позиции."
В январе 2014 добавлен поиск по описанию и контенту мобильных приложений в AppStore и Google Play на основе технологий российского стартапа Osmino. Аналогичный поиск в других поисковых системах и магазинах приложений доступен только по описанию приложения.